# Яковчук Оксана Анатоліївна
Оксана Анатоліївна Яковчук (21 квітня 1995, Дашківці, Віньковецький район, Хмельницька область) — українська волейболістка, догравальник. Гравець національної збірної.

## Клуби
| Роки      | Команди                             |
| --------- | ----------------------------------- |
| 2008—2013 | «Галичанка» (Тернопіль)             |
| 2013—2016 | «Білозгар-Медуніверситет» (Вінниця) |
| 2016—2018 | «Галичанка» (Тернопіль)             |
| 2018—2019 | «Ясберень»                          |
| 2019—2021 | «Хімік» (Южне)                      |
| 2021—2022 | «Аланта» (Дніпро)                   |

## Досягнення
Чемпіонат України
- Друге місце (1): 2021
- Третє місце (1): 2022

Кубок України
- Перше місце (1): 2020
- Друге місце (3): 2017, 2018, 2021

Суперкубок України
- Перше місце (1): 2019

## Статистика
У міжнародних клубних турнірах:
| Сезон   | Клуб           | Турнір         | Ігри | Сети | Очки | Ср.  | Примітки |
| ------- | -------------- | -------------- | ---- | ---- | ---- | ---- | -------- |
| 2018-19 | «Ясберень»     | Кубок виклику  | 2    | 10   | 22   | 2,2  |          |
| 2019-20 | «Хімік» (Южне) | Ліга чемпіонів | 5    | 8    | 7    | 0,87 |          |
| 2020-21 | «Хімік» (Южне) | Ліга чемпіонів | 4    | 12   | 25   | 2,08 |          |
|         | «Хімік» (Южне) | Кубок ЄКВ      | 1    | 1    | 0    | 0    |          |
| Всього  | Всього         | Всього         | 12   | 31   | 54   | ,    |          |

- Ср. — середній показник результативності за один сет.

Статистика виступів у збірній:
| Сезон | Турнір          | Ігри | Сети | Очки | Ср.  | Примітки |
| ----- | --------------- | ---- | ---- | ---- | ---- | -------- |
| 2021  | Золота євроліга | 3    | 8    | 5    | 0,62 |          |

- Ср. — середній показник результативності за один сет.